# Občina Šmartno pri Litiji

Občina Šmartno pri Litiji - Slovinsko

Občina Šmartno pri Litiji je jednou z 212 občin ve Slovinsku. Rozkládá se ve Středoslovinském regionu. Je jednou z 25 občin regionu. Rozloha občiny je 94,9 km² a v lednu 2014 zde žilo 5476[nenalezeno v uvedeném zdroji] lidí. V občině je celkem 54 vesnic. Správním centrem občiny je vesnice Šmartno pri Litiji.

## Poloha, popis
Občina se rozkládá zhruba 20 km na východ od Lublaně. Leží na jih od řeky Sávy, na jižní hranici Posávského pohoří. Celé území je hornaté s nadmořskou výškou od 230 m na severu až téměř do 700 m v ostatních částech.
Sousedními občinami jsou: Litija na severu a východě, Mirna na jihovýchodě, Goca na jihu a Lublaň (slovinsky Ljubljana) na západě.

## Zajímavosti v občině

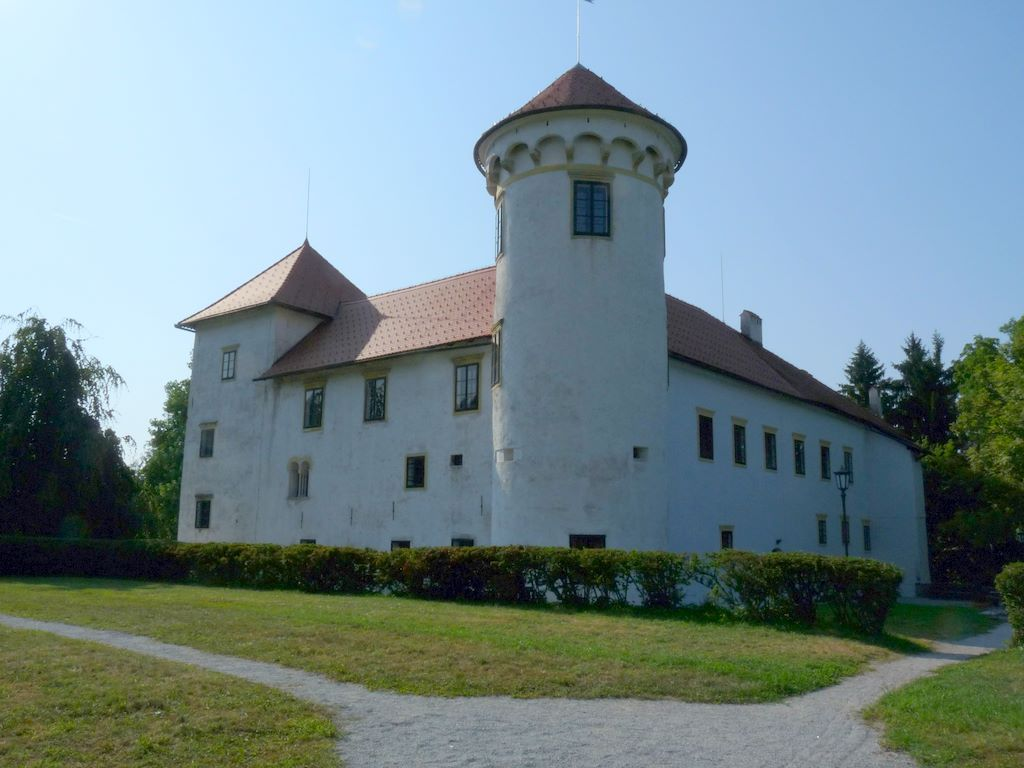
Zámek - Grad Bogenšperk

- Zámek - Grad BogenšperkBogenšperk - renesanční zámek

## Vesnice v občině
Bogenšperk, Bukovica pri Litiji, Cerovica, Črni Potok, Dolnji Vrh, Dragovšek, Dvor, Gornji Vrh, Gozd-Reka, Gradišče pri Litiji, Gradišče, Gradiške Laze, Jablaniške Laze, Jablaniški Potok, Jastrebnik, Javorje, Jelša, Ježce, Ježni Vrh, Kamni Vrh pri Primskovem, Koške Poljane, Leskovica pri Šmartnem, Liberga, Lupinica, Mala Kostrevnica, Mala Štanga, Mihelca, Mišji Dol, Mulhe, Obla Gorica, Podroje, Poljane pri Primskovem, Preska nad Kostrevnico, Primskovo, Račica, Razbore, Riharjevec, Selšek, Sevno, Spodnja Jablanica, Stara Gora pri Velikem Gabru, Ščit, Šmartno pri Litiji, Štangarske Poljane, Velika Kostrevnica, Velika Štanga, Vinji Vrh, Vintarjevec, Višnji Grm, Volčja Jama, Vrata, Zagrič, Zavrstnik, Zgornja Jablanica